# 利伯蒂 (紐約州村)
利伯蒂（英語：Liberty）是位於美國紐約州沙利文縣的村。

## 人口
根據2020年美國人口普查的數據，利伯蒂的面積為6.80平方千米，當中陸地面積為6.79平方千米，而水域面積為0.01平方千米。當地共有人口4700人，而人口密度為每平方千米691人。